# Lots of Luck
Lots of Luck es un telefilme de 1985 de Walt Disney dirigido por Peter Baldwin.

## Argumento
La película se centra en una familia de cuello azul que gana la lotería. Sus vidas cambian para siempre, algunas veces para mejor, otras veces para peor.

## Reparto
| Actor             | Personaje    |
| ----------------- | ------------ |
| Martin Mull       | Frank Maris  |
| Annette Funicello | Julie Maris  |
| Fred Willard      | A.J. Foley   |
| Polly Holliday    | Lucille      |
| Mia Dillon        | Jessie Foley |
| Tracey Gold       | Cindy Maris  |
| Jeremy Licht      | David Maris  |
| Christina Nigra   | Trish Maris  |